# Јетији (Доктор Ху)
Јетији (енгл. Yeti) су измишљени роботи у британској научнофантастичној телевизијској серији Доктор Ху. Осмислили су их Хенри Линколн и Мервин Хајсман, а први пут су се појавили у серијалу Одвратни Снежни људи 1967. где су наишли на Другог Доктора и његове сапутнике Џејмија и Викторију.
Јети личе на криптозоолошка створења која се такође зову Јетији, са изгледом који је часопис Radio Times описао као „умиљат, али свиреп”, прикривајући мали лоптасти уређај који обезбеђује његову покретачку снагу. Јетији служе Великој интелигенцији, бестелесном ентитету из друге димензије који се први пут појавио покушавајући да формира физичко тело како би освојио Земљу. Јетији су у почетку коришћени као обмана да би уплашили радознале људе, али су на крају постају војска Велике интелигенције.
Неспоразуми између Линколна и Хајсмана са BBC-ом 1968. године око серијала који би представио још једно ново чудовиште, Владари, довео је до одласка сценариста из серије и пензионисања Јетија као антагониста. Јетији су се од тада ретко појављивали у флешбековима или у камео улогама. Један је учествовао у специјалу поводом 20. годишњице, Пет Доктора. Такође се појављују у романима Невиних несталих пустоловина из 1990-их и спиноф продукцији Downtime из 1995. године. Велика интелигенција се потом вратила у 7. серијалу оживљене серије, у ком су је тумачили сер Ијан Мекелен и Ричард Е. Грант, без помоћи својих слугу Јетија.

## Стварање
Јетији, заједно са савременим зликовцима као што су Киберљуди и Ледени ратници, били су напор продукцијске екипе да створи замену за Далеке за које је творац и делимично власник ауторских права Тери Нејшн желео да се појаве у америчкој огранак серији. Зло Далека, последњи серијал четврте сезоне, била је замишљена као коначан сукоб Доктора и Далека. Продуцент Инес Лојд је већ надгледао стварање Киберљуди од стране Џерија Дејвиса и Кита Педлера и видео је чудовишта као замену за Далеке. Лојд се касније сетио да је потреба за заменом Далека такође утицала на одлуку да се Јетији покупе као епизодна чудовишта.
Пошто су Хенри Линколн и Мервин Хајсман разговарали са Патриком Траутоном који је изразио разочарење због недостатка прича везаних за Земљу у његовој првој сезони у улози Доктора, Линколн је одабрао приче о јетијима као одговарајући концепт око којег би направио серијал за програм. Линколн и Хајсман су идеју представили челницима Доктора Хуа па је и званично наручена. Лојд и уредник сценарија Питер Брајант били су задивљени Одвратним Снежним људима и наручили су Хајсману и Линколну другу пустоловину Јетија.

## Физичке особине
Мартин Бо је израдиоо костим Јетија. Такође је био одговоран за костиме у њиховом другом серијалу Мрежа страха. Овај серијал је користио различите костиме за Јетије од оних на њиховом дебију који се нису сматрали довољно претећим и који су се погоршали. Јети роботи који се појављују у Одвратним Снежним људима су велики са смеђим крзном и поцрнелим лицем. Ови костими такође имају руке и стопала са канџама, а у грудима су смештене контролне кугле које користи Велика интелигенција за даљинско управљање њима.
Ови изворни костими су сматрани „мало превише мазљивима” па су, када су се роботи вратили у Мрежи страха, преправљени. Ови Јети роботи су изгледали компактније и имали су блиставе очи. Брајан Хоџсон из Радиофонске радионице BBC-ја је такође развио Јети урлик за ову серију, настао успоравањем звука испирања шоље. Један од изворних Јетија из Одвратних Снежних људи накратко се појавио као музејска поставка и, пошто је поново активиран контролном куглом, претворен је у новији модел.
У Одвратним Снежним људима контролне кугле су приказане као способне да траже неактивне Јетије и да се увуку у роботе како би их активирали, емитујући притом низ звучних сигнала налик звиждуцима. Ако је шупљина намењена за смештај кугле блокирана, као што је Џејми (Фрејзер Хајнс) урадио каменом, кугла не обраћа пажњу тог Јетија и утишава се. Мрежа страха се проширила на кугле као заплет са професором Едвардом Траверсом и, како је серијал напредовао, Доктор је вршио огледе на њима. Експерименти и Траверса и Доктора су на крају омогућили протагонистима да контролишу куглу, а тиме и било ког Јетија који се у њој чува, користећи даљински управљач кратког домета.

## Историја
Јетији су се појавили два пута у петој сезони серије као противници друге Докторове инкарнације (Патрик Траутон). Они су представљени у серијалу из 1967. Одвратни Снежни људи који чувају пећину у близини будистичког манастира на Хималајима, плашећи или убијајући путнике. Јети роботи штите пирамиду сфере у којој се налази Велика интелигенција која такође поседује тело Високог ламе Падмасамабаве (Волф Морис) од када је наишао на човека на астралном плану пре неколико векова. Користећи Падмасамбаву, Велика интелигенција помера мале Јети фигуре по шаховској мапи манастира и планине. Велика интелигенција намерава да створи физичко тело за себе, али ове планове осујетили су Доктор и његови сапутници. Пошто је Интелигенција протерана назад на астралну раван, Јетији падају успавани. Траверс (Џек Вотлинг) који је дошао у нади да ће срести правог Јетија враћа неколико јетијских куриозитета у Енглеску.
У Мрежи страха емитованој 1968. и смештеној четрдесет година након Одвратних Снежних људи, артефакти Јетија које је Траверс донео у Енглеску поново се буде због повратка Велике интелигенције. Јетији тада потчињавају Лондон и гутају Подземље мрежом. Једини отпор пружа група војника коју предводи најпре капетан Најт (Ралф Вотсон), а затим пуковник Летбриџ-Стјуарт (Николас Кортни), уз научну подршку Траверса, његове ћерке Ен (Тина Пекер) и касније Доктора. Најезда лондонске подземне железнице је откривена као замка направљена да привуче Доктора како би Велика интелигенција могла да исуши Докторов ум, али је поново поражена и прогнана.
Током догађаја на суђењу Другом Доктору на врхунцу шесте сезоне дугих десетоделних Ратних игара, Доктор спомиње Јетије као једну од многих претњи које је победио током својих путовања. Када је у серијалу Модрин бесмртни из 1983. Пети Доктор наишао на пензионисаног Летбриџ-Стјуарта који болује од губитка памћења, Јетији су били једна од многих помињања које је Доктор навео да би покренуо бригадирово сећање. Исечци из Мреже страха су такође приказани у монтажи бљесака из прошлости током овог серијала. Јети је такође једно од створења приказаних у „Пет Доктора“ и на њега су наишли Други Доктор и бригадир док су пролазили кроз област смрти. Бригадир касније спомиње Јетије у серијалу Бојно поље из 1989. као једно од многих ванземаљских противника за које је UNIT спреман. Докторови сусрети са Јетијима су такође поменути у ТВ епизоди из 2012. „Снежни људи“ када је Доктор користио карту лондонске подземне железнице из 1960-их да докаже тачку испред млађе Велике интелигенције, позивајући се на њену каснију инвазију у Мрежа страха из 1968. године. Прича је такође послужила као преднаставак Одвратних Снежних људи.

## Друга појављивања
Као популарна чудовишта, Јетији су се појављивали у спиноф медијима Доктора Хуа. Међутим, канонски статус прича које нису емитоване на телевизији је неизвестан. Јетији и Велика интелигенција су се појавили у спиноф филму Застој из 1995. године који је продуцирао Reeltime и у ком се појављују Викторија Вотерфилд (Дебора Вотлинг), бригадир (Николас Кортни) и Сара Џејн Смит (Елизабет Слејден) и сада покојни професорк Траверс (Џек Вотлинг), који служи као веза за обавештајну службу. Овде Велика интелигенција планира да зарази Интернет како би га користила као ново тело, користећи контролне кугле да претвори људе у слуге Јетија. Застој је преточио у роман Марк Плат као део серије Невиних несталих пустоловина 1996. године.
Јетији се такође појављују у Миленијумским обредима Несталих пустоловина из 1995. Крега Хинтона где призивање створења из универзума које долази иде по злу и уместо тога приказана је Велика интелигенција спојена са тим ентитетом. Ово ствара измењени Лондон заснован на контрадикторним физичким законима и насељен демонима и чаробњацима, приморавајући измењене варијанте Шестог Доктора и његове сапутнице Мел (претворене у Долина и техноманса по имену Мелафир) да обнове Лондон пре него што се стварност растргне. У роману се појављује и лик Ен Траверс из Мреже страха. Милениијумски обреди прате Свеобухватну ватру Нових пустоловина аутора Ендија Лејна објављену 1994. године у идентификацији Велике интелигенције са Јог-Сототом Х. Ф. Лавкрафта, бићем из универзума пре овог. Велика интелигенција се такође појавила у резервном стрипу у Недељника Доктор Ху #31–#34. Јети роботи су такође били међу чудовиштима која су се појавила у видео игрици Доктор Ху: Судбина Доктора из 1997.

## Пријем и наслеђе
Након смрти ко-креатора Мервина Хајсмана, читуља Guardian-а назвала је Јетије његовим „трајним наслеђем” у серији, уз напомену како су чудовишта брзо стекла популарност међу гледаоцима. Њихово друго појављивање у Мрежи страха је продукцијска сматрала сматрао таквим успехом да је серијал са Киберљудима из шесте сезоне, Инвазија, замишљен и као наставак друге пустоловине Јетија и као пробни серијал за нови земаљски формат за серију. Трећи Доктор (Џон Пертви) је познат по коментару да ништа није уплашило публику више од „јетија у твом тоалету у Тутинг Беку” у вези са успехом земаљског формата, снажно повезујући створења са новим правцем серије.
Пол Корнел, коментаришући фортовске теме у оквиру серије, помиње да је Доктор Ху популистичка серија која истражује јавну перцепцију фантастичног и да су приче о Јетијима рани пример Доктора Хуа који истражује такве концепте који су касније истражени у неколико произведених серијала од Берија Летса почетком 1970-их. Историчар медија Џејмс Чепмен слаже се да су Одвратни Снежни људи први серијал из Доктора Хуа који истражује криптозоологију или митологију са ванземаљским основама, такође наводећи да је то извучено из атмосфере готичког хорора и заплета Хамеровог филма Одвратни Снежни човек из 1957. године. Он размишља да је њихов други излет, у Мрежи страха, претворио оно што је било само још једно чудовиште на Хималајима у ноћну мору тако што их је сместио у препознатљиво окружење лондонске подземне железнице. Чепмен закључује да је Мрежа страха такође, центрирањем Јети претње у лондонској подземној железници, део хорор обичаја где се „свет расула“ налази испод површине обичног.
Грејем Слајт је прокоментарисао да безгласне Јети роботе и слична чудовишта као што су Отонци и црви у Зеленој смрти, контролише други ентитет и да су ту само да би представљали претњу, што доводи до тога да су Јетији и слична чудовишта мање занимљива од чудовишта који би могли разговарати или расправљати са ликовима. Насупрот томе, Фрејзер Мекалпајн и Ник Пејџ су сматрали да им Јети под контролом представља већу претњу. Меклапајн каже да ово представља претњу Јетијима јер, будући да су контролисани, не могу да задрже никаква сопствена осећања или љутину и делују само као жестоки физички агенти за свакога ко може да их контролише. Пејџ је одражавао да је „Велика интелигенција... увек искључивала своју струју када то није било потребно“, стварајући неизвесност када су ликови у интеракцији са наизглед успаваним Јетијима.